# Schneppruthe
Schneppruthe ist ein Ortsteil im Stadtteil Hand von Bergisch Gladbach.

## Geschichte
Die Benennung der Straße Schneppruthe erfolgte in Anlehnung an den alten Siedlungsnamen Schneppruth, den das Urkataster im Einmündungsbereich der heutigen Straße in die Handstraße verzeichnet. Bei dem Ackergut Schneppruthe handelte es sich um eine mittelalterliche Hofgründung, die 1449 erstmals urkundlich als Sneprode nachgewiesen wurde.
Die Ortslage entwickelte sich aus einem Hof am Heerweg Köln–Wipperfürth–Soest, der heutigen Bundesstraße 506, in diesem Bereich die heutige Handstraße. Aus Carl Friedrich von Wiebekings Charte des Herzogthums Berg 1789 geht hervor, dass Schneppruthe zu dieser Zeit Teil der Honschaft Paffrath im gleichnamigen Kirchspiel war.
Unter der französischen Verwaltung zwischen 1806 und 1813 wurde das Amt Porz aufgelöst und Schneppruthe wurde politisch der Mairie Gladbach im Kanton Bensberg zugeordnet. 1816 wandelten die Preußen die Mairie zur Bürgermeisterei Gladbach im Kreis Mülheim am Rhein. Mit der Rheinischen Städteordnung wurde Gladbach 1856 Stadt, die dann 1863 den Zusatz Bergisch bekam.
Der Ort ist auf der Topographischen Aufnahme der Rheinlande von 1824 als Schnepprath und auf der Preußischen Uraufnahme von 1840 als Schnepproth verzeichnet. Ab der Preußischen Neuaufnahme von 1892 ist er auf Messtischblättern regelmäßig ohne Namen verzeichnet. Ab den 1950er Jahren bildete die Handstraße in dem Bereich einen zusammenhängenden Siedlungsbereich, so dass der Name der Ortschaft nur noch in dem 1938 vergebenen Namen für die Straße auf der gegenüberliegenden Seite der Handstraße erhalten ist.
Teile der alten Bebauung sind noch erhalten an der Handstraße 272. Das dort stehende Fachwerkhaus ist in der Liste der Baudenkmäler in Bergisch Gladbach mit der Nummer 148 eingetragen.
| Jahr | Einwohner | Wohn- gebäude | Kategorie | Bemerkung                              |
| ---- | --------- | ------------- | --------- | -------------------------------------- |
| 1822 | 7         |               | Hof       | Schneprad gen.                         |
| 1830 | 10        |               | Hofstelle | Pfarrgemeinde Paffrath, Schneprad gen. |
| 1845 | 13        | 1             | Ackergut  | Pfarrgemeinde Paffrath                 |
| 1871 | 17        | 3             | Hofstelle | Pfarrgemeinde Paffrath                 |
| 1885 | 22        | 3             | Wohnplatz | Pfarrgemeinde Paffrath                 |

## Etymologie
Der Name leitet sich ab vom mittelhochdeutschen snepfe (= Schnepfe / Vogelart) und ruote (= Rute, Stab, Stange). Daraus ergibt sich der Bezug auf den Vogelfang, der im Bergischen weit verbreitet war. Dazu verwendete man besonders Leimruten, aber auch andere Fangvorrichtungen, mit denen die Vögel angelockt wurden.

## Kirche
Die evangelische Heilig-Geist-Kirche steht in Schneppruthe an der Einmündung zur Handstraße.

## Bergbau
Seit der Mitte des 19. Jahrhunderts wurde auf der Grube Maria Meerstern Bergbau auf Galmei, Eisen, Blei und Schwefelkies betrieben. Das Grubenfeld lag am Schnittpunkt der Clemensstraße zur Schneppruthe in Richtung nach In der Krabb.